# XXIV. Reserve-Korps (Deutsches Kaiserreich)
Das XXIV. Reserve-Korps (auch Korps Gerok) war ein Großverband der Armee des Deutschen Kaiserreiches.

## Geschichte

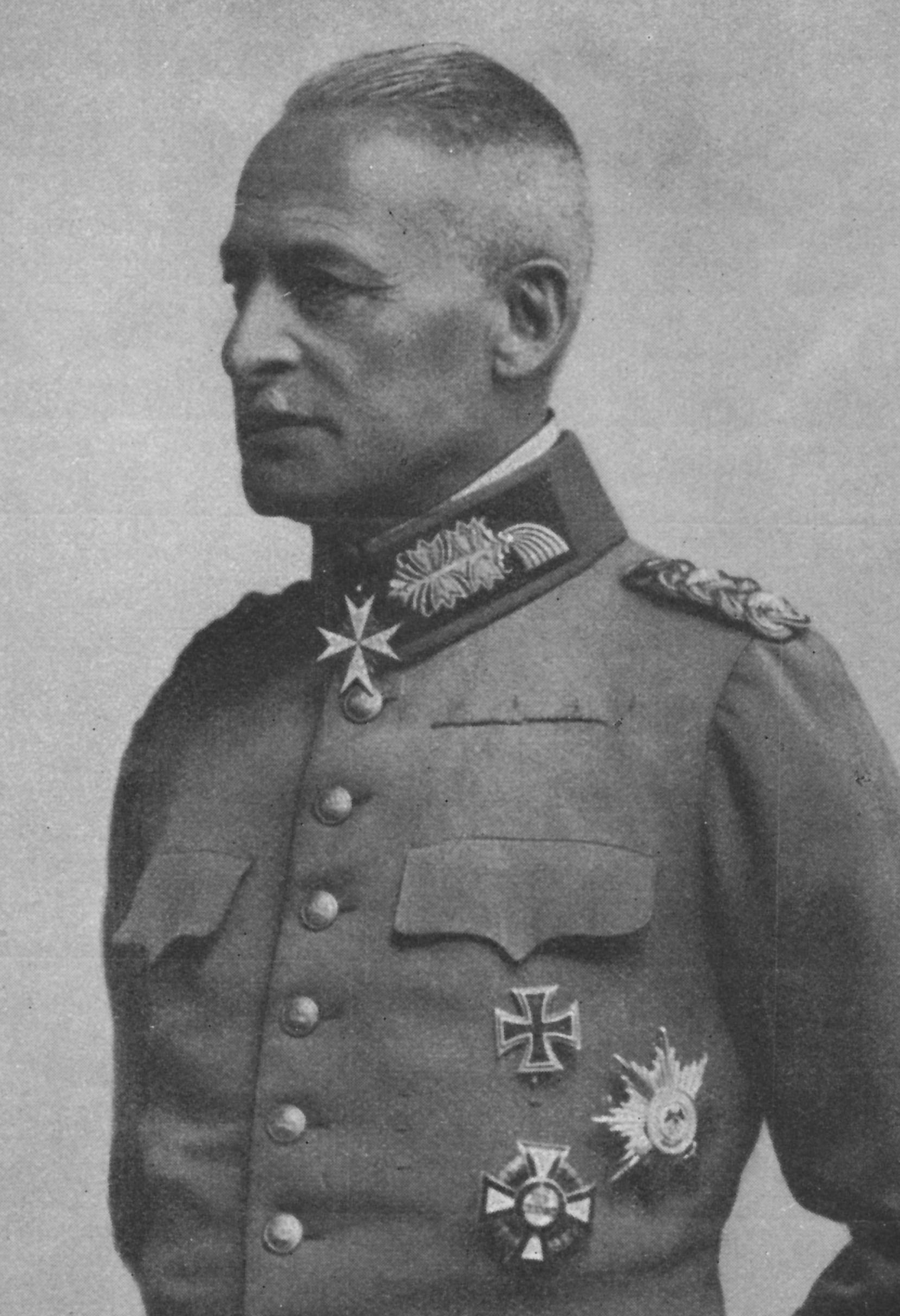
Friedrich von Gerok

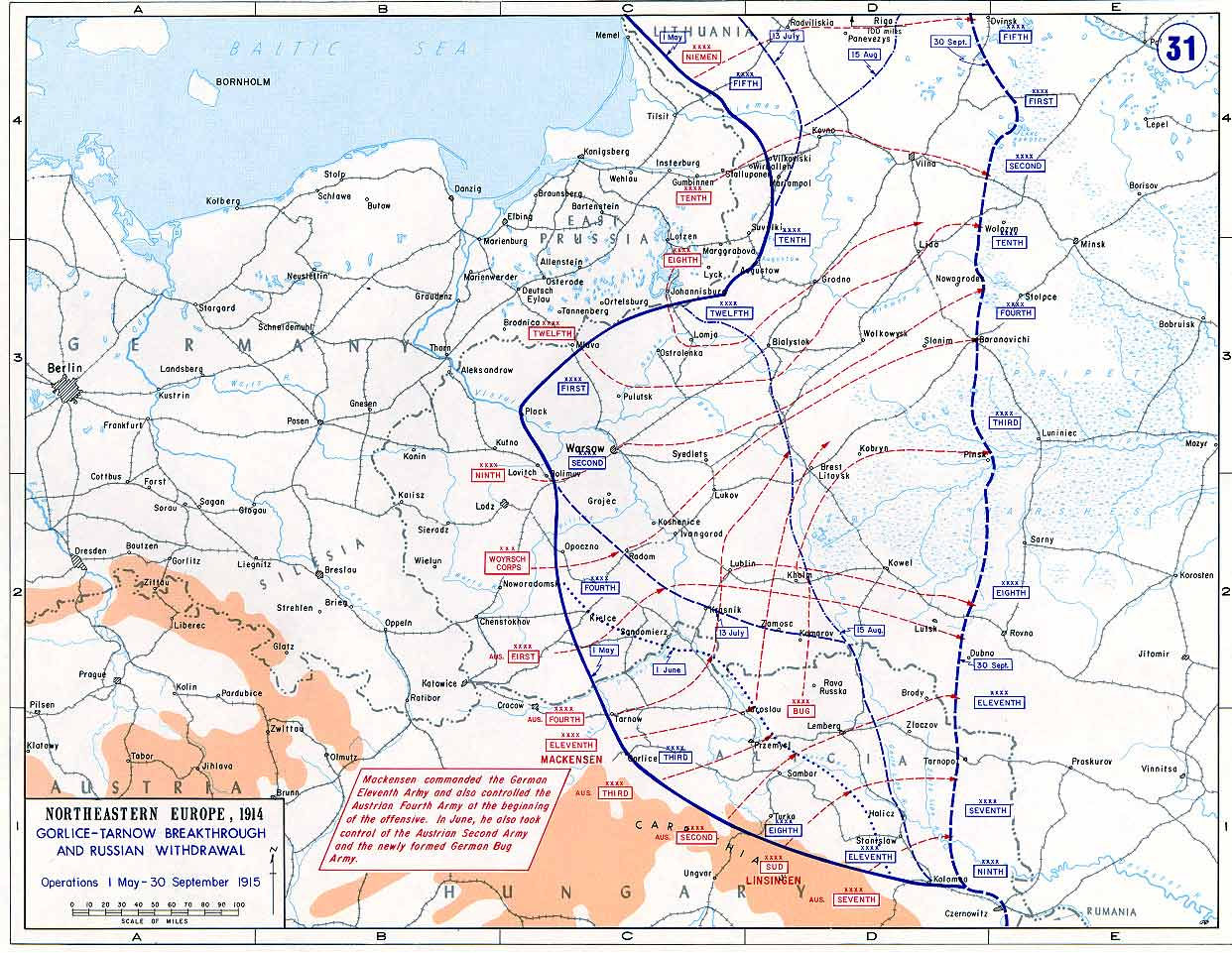
1. Mai bis 30. September 1915

Das Korps wurde zu Beginn des Ersten Weltkriegs am 12. September 1914 aufgestellt und sechs Wochen ausgebildet. Es stand unter dem Befehl von General der Infanterie von Gerok und wurde über Lille der 6. Armee an der Westfront zugeführt. Ende Oktober 1914 kämpften die zugeteilte 48. und 25. Reserve-Division während der Ersten Schlacht von La Bassée im Raum Le Maisnil – Fromelles und in der Ersten Flandernschlacht.
Ende November 1914 wurde das Korps mit der 48. Reserve-Division an die Ostfront verlegt und der 9. Armee unterstellt. Bis Januar 1915 nahm es an der Schlacht bei der Linie Łódź-Pabianice und an der Schlacht bei Rawka-Bzura teil.
Im Frühjahr 1915 wurde das „Korps Gerok“ den bedrängten Österreichern nach Galizien überstellt und der neu aufgestellten deutschen Südarmee  in den Karpaten zugeteilt. Nach dem Durchbruch bei Gorlice wurde das Korps Anfang Juni 1915 der Bugarmee unterstellt und kämpfte Ende Juni mit der neu zugewiesenen bayerischen 11. Division und der 107. Infanterie-Division in der Schlacht an der Gnila Lipa und im Juli bei Maslomencze. Am 26. August 1915 wurde im Zusammenwirken mit dem XXII. Reserve-Korps der 11. Armee und dem k.u.k. 6. Korps die Festung Brest-Litowsk eingenommen. Dem Korps waren für diese Kämpfe die 1. und 22. Infanterie-Division unterstellt worden. Am 16. September gelang dem Korps gemeinsam mit dem XXXXI. Reserve-Korps die Einnahme von Pinsk. Ende September wurde das Generalkommando nach Kowel verlegt und führte nach dem Scheitern österreichisch-ungarischen Offensive im Feldzug nach Rowno in Wolhynien entlastende Gegenangriffe an der Linie Sokul-Kolki durch, welche die Stadt Luzk sicherten.
Am Styr begann nach Abwehr starker Gegenangriffe der russischen 8. Armee der neuerliche Stellungskrieg. Im Januar 1916 übernahm das Generalkommando XXIV. Reserve-Korps als „Gruppe Gerok“ auch vorübergehend die Führung des k.u.k. Kavallerie-Korps Hauer und des Korps Fath.
Anfang April 1916 wurde das Korps zusammen mit dem XXII. Reserve-Korps unter von Falkenhayn wieder an die Westfront transportiert und während der Schlacht um Verdun der „Angriffsgruppe West“ des General von Gallwitz zugeführt. Am 13. Mai 1916 löste das Korps das am westlichen Maasufer eingesetzte VI. Reserve-Korps mit der zugeteilten 38. und 54. Infanterie-Division vor der Höhe 304 und am „Toten Mann“ ab. Südlich Bethincourt wurde dem Korps vorübergehend auch die 4. Division und auch die bis Avocourt haltende Bayerische 11. Infanterie-Division zugeteilt.
Im August 1916 verlegte das Korps abermals nach Osten, wo es in Ostgalizien zwischen der Zlota-Lipa und Narajowka kämpfte. Die rumänische 2. Armee begann am 22. Juli 1917 eine Entlastungsoffensive gegen den erweiterten Südflügel der k.u.k. 1. Armee (Generaloberst Rohr von Denta). Das dort eingesetzte XXIV. Reserve-Korps geriet dabei in starke Bedrängnis. Die dort eingesetzte k.u.k. 1. Kavallerie-Division (FML de Ruiz) sowie die deutsche 218. Infanterie-Division mussten sich aus dem Soveja-Becken durch das Putna- und Susita-Tal zurückziehen. Die deutsche 117. Infanterie-Division musste als Verstärkung zugeführt werden. Im November 1917 kehrte das Korps an die Westfront zurück. Hier wurde es zuerst bei der 3. Armee in der Champagne und ab Februar  1918 unter dem neuen Kommandierenden General Felix Langer bei der 7. Armee im Raum Moronvillers östlich von Reims eingesetzt.
Mitte Juli 1918 während der Angriffe in der Zweiten Marneschlacht wurde der  1. Armee die Linie Épernay-Chalons zugewiesen, in der Champagne hatte die 3. Armee durch einen Angriff zwischen Prunay und Massiges in Richtung Südost zu unterstützen. Dabei beteiligte sich das „Korps Langer“ mit der unterstellten 3. Garde-Division, der 9. und 26. Division, sowie der 80. Reserve-Division an Vorstößen in Richtung auf Prosnes, die allerdings nicht vorankamen. Nach den Gegenangriffen der französischen 4. Armee ging Aubérive Anfang August verloren und der schrittweise Rückzug auf Juinville wurde nötig. Im September 1918 rang das Korps im Raum östlich von Rethel, dabei waren ihm die 14. und 239. Infanterie-Division unterstellt worden.

## Gliederung
Dem Korps unterstanden im Januar 1915:
- 48. Reserve-Division
- 19. Infanterie-Truppendivision in Pilsen
- 131. Landsturm-Brigade

In der Bug-Armee unterstanden dem „Korps Gerok“ im Juli 1915:
- 11. Bayerische Division
- 107. Infanterie-Division

## Kommandierender General
| Dienstgrad             | Name                | Datum                                   |
| ---------------------- | ------------------- | --------------------------------------- |
| General der Infanterie | Eberhard von Claer  | 25. August bis 12. September 1914       |
| General der Infanterie | Friedrich von Gerok | 12. September 1914 bis 19. Februar 1918 |
| Generalleutnant        | Felix Langer        | 29. Februar 1918 bis 10. Januar 1919    |

## Trivia
Harry Graf Kessler hat als Ordonnanzoffizier den Feldzug des Korps von den Karpaten bis nach Verdun mitgemacht und es in seinen Tagebuch nachgezeichnet.